# Agujero argumental
En la ficción, un agujero en la trama, un agujero de guion o un error en la trama es una brecha o inconsistencia en una trama que va en contra del flujo de lógica establecido por la propia trama de la historia.
Los agujeros en la trama generalmente se crean sin querer, a menudo como resultado de su edición o de que los escritores simplemente olvidan que un nuevo evento contradice los eventos anteriores.

## Tipos
Los tipos de agujeros en la trama incluyen:
- Errores de hechos: Anacronismos históricos, o declaraciones incorrectas sobre el mundo.
- Eventos imposibles: Algo que desafía las leyes de la ciencia, según lo establecido para la ambientación de la historia.
- Comportamiento fuera de carácter: Un personaje que actúa de una manera que, según su comprensión de las opciones disponibles, no elegiría de manera realista.
- Errores de continuidad: Eventos en la historia que contradicen los establecidos anteriormente.
- Historias no resueltas: Una de las líneas de la trama no se resuelve al final de la historia, o un personaje que se espera que reaparezca no lo hace.

## Ejemplos
- La obra de misterio seminal de Agatha Christie , La ratonera, es conocida por su gran cantidad de agujeros en la trama.[4][5] Uno de ellos es que el detective, a pesar de conocer la identidad del asesino, le permite matar a más personas, en lugar de arrestarle en el acto. Esto se considera un agujero en la trama porque no hay razón para que la audiencia crea que el detective querría que ocurrieran más asesinatos.
- Al final de la película La venganza de los Sith de de la saga de Star Wars, se considera imperativo ocultar a Luke Skywalker de Darth Vader, pero Obi-Wan Kenobi lo "oculta" con su tío Owen Lars y sin siquiera cambiarle el apellido. Él mismo solo altera ligeramente su nombre y no oculta su herencia Jedi.[6][7]
- Al final de la historia de El Señor de los Anillos , El Retorno del Rey, después de destruir el Anillo Único, Frodo Bolsón y Samsagaz Gamgee son rescatados de Mordor y llevados a un lugar seguro por las águilas gigantes . Algunos lectores consideran esto como un agujero en la trama, argumentando que las águilas podrían haber llevado volando el Anillo hasta allí sin ser corrompidas por el Anillo o vistas por el ojo que todo lo ve de Sauron, obviando la necesidad de que Frodo fuera en un primer lugar.[8]